# Respiration de Biot
La respiration de Biot est une respiration anormale caractérisée par des groupes d'inspirations rapides et peu profondes, suivies de périodes d'apnée régulières ou irrégulières.

Graphique de la respiration de Biot comparée à une respiration normale et d'autres pathologies respiratoires.

Il porte le nom de Camille Biot, qui l'a caractérisé en 1876,.

## Causes
La respiration de Biot est causée par des dommages au pont dus à des coups ou à des traumatismes ou par la pression exercée sur le pont par une hernie tentorielle ou par un engagement cérébral.
Cela peut être causé par l'utilisation d'opioïdes.

## Diagnostic
Il se distingue de la respiration ataxique par une plus grande régularité et des inspirations de taille similaire, tandis que les respirations ataxiques se caractérisent par des respirations et des pauses complètement irrégulières. À mesure que le schéma respiratoire se détériore, il se confond avec les respirations ataxiques.
Dans la pratique médicale courante, la respiration de Biot est souvent cliniquement équivalente à la respiration de Cheyne-Stokes, bien que les deux définitions soient séparées dans certains contextes académiques.